# Pitting
L'erosione o corrosione alveolare (anche pitting o vaiolatura) rappresenta il fenomeno della comparsa sulla superficie di un materiale di piccoli danneggiamenti dalla morfologia caratteristica, per cause differenti dovute a un attacco corrosivo localizzato, a carichi hertziani elevati oppure a cavitazione.

## Corrosione localizzata per pitting

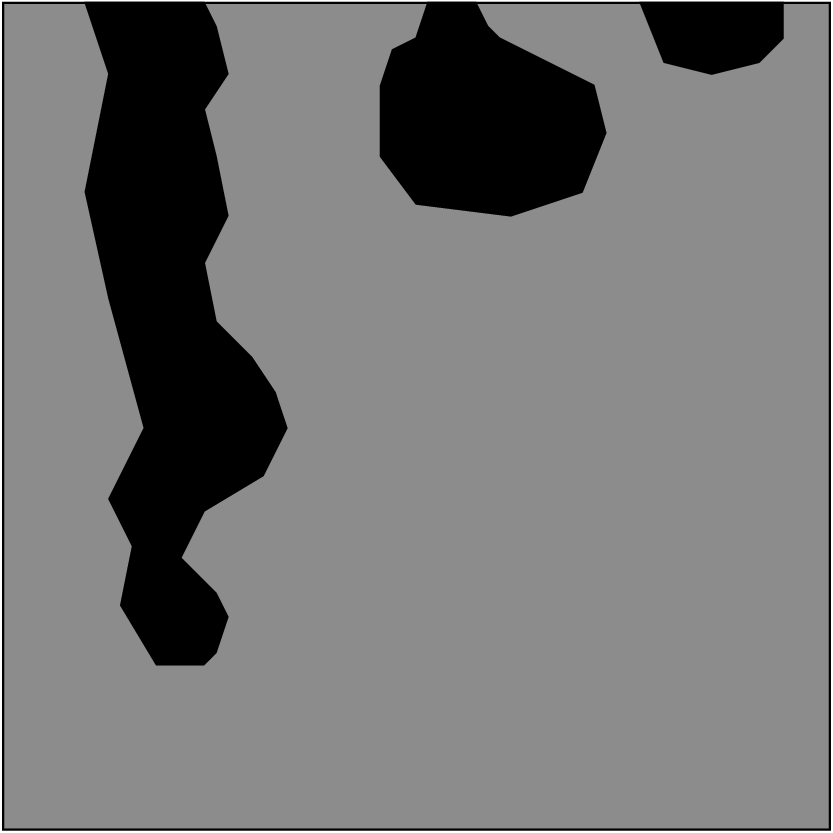
Morfologia di una superficie metallica soggetta a corrosione localizzata per pitting.

La corrosione localizzata per vaiolatura o corrosione per pitting (dall'inglese pit: alveolo o foro) è una tipologia di corrosione localizzata che si innesca quando lo strato passivante di ossidi insolubili che si forma sulla superficie dei metalli, a seguito del meccanismo elettrochimico viene rotto localmente per effetto degli ioni alogeni (principalmente cloro), determinando l'attivazione del processo di corrosione.
Il pitting si può innescare sia nei metalli a comportamento elettrochimico attivo quali le leghe ferrose (acciai al carbonio e debolmente legati, ghise) sia per quelli a comportamento passivo come l'acciaio inossidabile, le leghe ferro-cromo-nickel, le leghe di rame, le leghe di alluminio, alluminio, ecc.
La differenza tra i due comportamenti elettrochimici è la seguente:
- il comportamento elettrochimico attivo è caratteristico di quei metalli che ossidandosi danno origine a prodotti di corrosione insolubili (es. ruggine) che una volta depositati sul materiale formano un film spugnoso e poco compatto inadatto a impedire il processo anodico e pertanto a passivare il sottostante metallo;
- il comportamento elettrochimico passivo è caratteristico di quei metalli che ossidandosi danno origine a prodotti di corrosione insolubili che formano un sottile strato compatto e continuo capace di impedire il processo anodico e di conseguenza la corrosione del materiale sottostante.

Pertanto anche i materiali come l'acciaio inossidabile, pur essendo resistenti alla corrosione generalizzata perché hanno una forte tendenza a passivarsi (già se semplicemente esposti all'azione atmosferica), in presenza di ioni cloro capaci di rompere localmente lo strato passivante sono soggetti all'attacco localizzato per vaiolatura.

### Ferri d'armatura
È soggetto al pericolo di pitting anche il ferro di armatura del calcestruzzo armato.
Infatti gli ioni cloruro Cl- (ambiente marino, sali disgelanti) penetrando nella matrice cementizia, anche nel caso di calcestruzzo non carbonatato (pH 12,5 -13), possono dissolvere il film alcalino che protegge le armature innescando la corrosione del metallo sottostante.
Di norma l'idrossido di ferro formatosi in ambiente molto basico (con pH > 11), come si verifica nel calcestruzzo per effetto della presenza della calce, si presenta stabile, denso, compatto e aderente al sottostante supporto metallico e pertanto capace di passivarlo.
Ma in presenza di cloruri il film di ossidi diviene invece poroso, permeabile all'ossigeno e all'umidità e quindi non più protettivo per il ferro sottostante (depassivazione del ferro).
Questa azione di distruzione del film protettivo, almeno in condizioni di pH elevato, avviene in forma localizzata nelle zone della superficie delle armature dove si raggiungono determinati tenori di cloruri.
Se tali tenori diventano eccessivi, l'attacco può interessare zone più estese, per cui la morfologia tipica del pitting è meno evidente; il meccanismo comunque non cambia.
La corrosione per pitting nei calcestruzzi armati, non essendo accompagnata dalla formazione di ruggine, e quindi da distacco del copriferro, è estremamente pericolosa in quanto il fenomeno non è facilmente rilevabile a occhio nudo.
Per le strutture esposte all'atmosfera si considera come tenore critico un contenuto di cloruri nell'intervallo di 0.4-1% in massa rispetto al cemento.
Questo valore può cambiare significativamente in funzione dei seguenti parametri:
- il potenziale elettrochimico delle armature (che dipende principalmente dal contenuto di umidità del calcestruzzo);
- il pH della soluzione dei pori del calcestruzzo (che dipende principalmente dal tipo di cemento utilizzato);
- la presenza di vuoti nell'interfaccia tra il calcestruzzo e l'armatura (che dipende dalla lavorabilità del calcestruzzo e dalla vibrazione);
- la temperatura;
- la composizione della armature e le loro condizioni superficiali (ad esempio la presenza di ossidi di laminazione).

### Meccanismo di corrosione
Il meccanismo di corrosione per pitting inizia con la distruzione localizzata dello strato passivante di ossidi a causa dell'azione degli ioni cloro.
Le zone dove il film viene a mancare funzionano da anodi (zona attiva) rispetto a quelle circostanti (che presentando uno strato di ossidi ancora integro risultano indenni da corrosione) su cui invece ha luogo l'azione riducente (catodica).
La piccola estensione delle aree anodiche rispetto all'ampia zona catodica dà luogo a un attacco localizzato che è causa di formazione di vaiolature (in inglese pit).
Le vaiolature possono evolversi rapidamente fino alla perforazione del metallo stesso.

## Usura per fatica per pitting

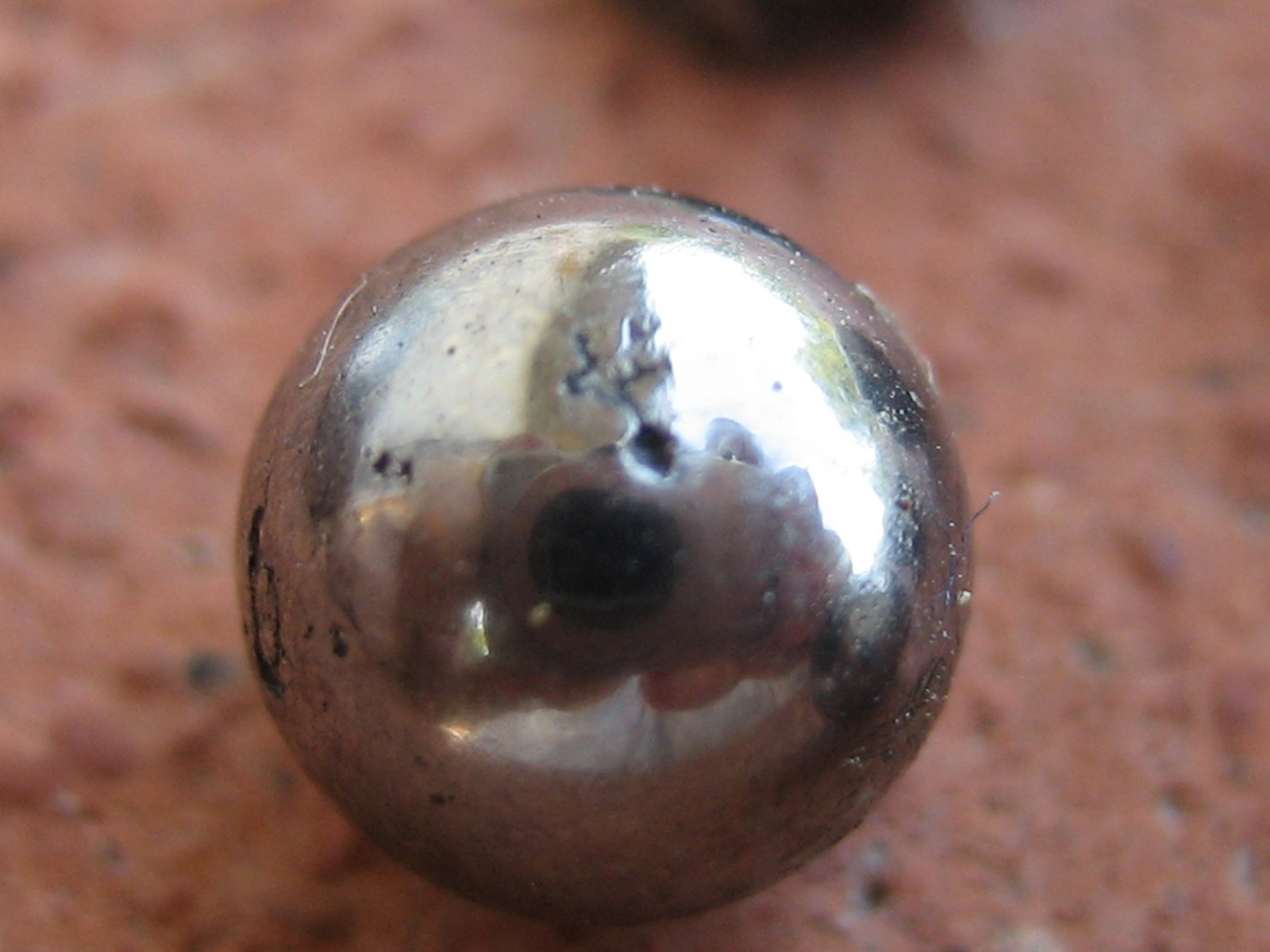
Sfera di cuscinetto soggetta a pitting da fatica.

Il pitting è anche un fenomeno di fatica superficiale dovuto alla pulsazione della pressione di contatto tra i denti ingrananti di un ingranaggio, che può produrre un deterioramento che si estende fino a impedire il buon funzionamento delle ruote dentate ed eventualmente anche rumore nella trasmissione.
Per ottenere un buon funzionamento delle ruote dentate sotto carico è importante limitare il danneggiamento superficiale; ciò si ottiene limitando la pressione di contatto tra i denti. Hertz è stato il primo studioso a occuparsene, risolvendo il problema tramite la determinazione di una pressione di contatto limite.
La teoria hertziana fornisce il massimo valore della pressione di contatto pH in funzione dei raggi dei due cilindri e delle costanti elastiche E e v dei due materiali, che possono anche essere diverse tra loro.

## Usura per cavitazione
Il fenomeno si verifica per lo più sulle pale di un'elica di un motore nautico o di una pompa.